# Серебрянка (Свердловская область)
Серебрянка — старинный уральский посёлок в Свердловской области России. Входит в городской округ город Нижний Тагил. В состав Серебрянской территориальной администрации, кроме села Серебрянка, входят также село Верхняя Ослянка, село Нижняя Ослянка, деревня Заречная.

## География
Посёлок расположен в тайге между несколькими горными хребтами к северо-западу от Екатеринбурга и в 58 километрах (по автотрассе 65 километрах) к западу от города Нижний Тагил, на берегу реки Серебряная (Серебрянка), правого притока реки Чусовая. К востоку от посёлка проходит граница Европы и Азии. Ближайшие населённые пункты: посёлки Синегорский и Северка, село Верхняя Ослянка и деревня Нижняя Ослянка.
Часовой пояс
Серебрянка, как и вся Свердловская область, находится в часовой зоне МСК+2. Смещение применяемого времени относительно UTC составляет +5:00.

### Дорога Нижний Тагил — Серебрянка
До 1959 года посёлок Серебрянка не имел прямого пути до Нижнего Тагила. Тракт появился только с массовыми лесоразработками в 1959 году.

## История
Посёлок возник в 1740 году как спутник Кушвинского Завода и первоначально назывался Серебрянский Завод в связи со строительством на землях графа Строганова Серебрянского железоделательного завода. До 1917 года посёлок Серебрянский Завод относился к Кунгурскому уезду Пермской губернии.
В 1900 году в селе имелся большой каменный собор, кирпичные здания заводского и волостного управления, два училища, аптека, больница на 40 коек, Горнозаводское товарищество с капиталом в 80 000 рублей. В то время поездка стоила 6 копеек за версту.

### Серебрянский железоделательный завод
Завод проектировался казной, но был запущен в 1755 году графом П. И. Шуваловым, однако в 1764 году после его смерти завод возвращён в казну.
На реке Серебряная была воздвигнута земляная плотина. Завод выпускал железо различных сортов, с 1803 года якоря, с 1816 года цепи. Чугун завозился с Кушвинского и Баранчинского заводов по Гороблагодатскому тракту. В 1897 годов была запущена также доменная печь, стал отливаться чугун, но в 1907 году печь пришлось погасить, так как чугун не находил сбыта. После заката эпохи Железных караванов, когда отгрузка всей готовой продукции осуществлялась по реке Чусовая, через Ослянскую пристань в 9 верстах от завода, производство проката железа стало убыточным из-за удалённости завода от железной дороги. Готовая продукция и сырьё везётся 58 вёрст по плохой дороге. В 1907 году завод ещё продолжал прокатывать кровельное железо из мартеновских слитков Кушвинского завода, доставляемых гужевым транспортом (туда и обратно). Но себестоимость железа оставалась высокой, в связи с чем завод ежегодно был убыточным, и в 1918 году закрыт.

### Гражданская война
В начале 1918 года из жителей села сформирован стрелковый отряд Красной Армии. Довольствие красноармейца состояло из обмундирования, питания (800 грамм хлеба и 200 грамм мяса) и 50 рублей. Отряд охранял склады и предприятия в Перми. Командиром первого отряда был Михаил Иванович Гилев, а в ноябре 1918 года отряд вошёл в сводный батальон курсантов, и в январе 1919 года принял бой вместе с первым рабоче-крестьянским полком. 4 января 1919 года отступили от Перми к станции Шабуничи, где приняли бой, из которого вышли живыми единицы. В июле 1918 года был сформирован второй отряд серебрянцев в 109 человек. Отряд был вооружён 4 пулемётами Максим, 130 винтовками, 12 револьверами и 20 лошадьми, а в декабре 1918 года в боях под Коноваловским заводом был разбит. Вернувшиеся в село красноармейцы и члены Совдепа расстреляны белыми, памятник погибшим в гражданскую войну стоит в трёх километрах от села.

### Советский период
Основными занятиями жителей стали заготовка леса, старательский промысел и ремесла. В 1930-х годах был создан колхоз, а в 1950-х годах был образован Серебрянский леспромхоз на базе Серебрянского завода.

## Население
| 2002 | 2010 |
| ---- | ---- |
| 963  | ↘598 |

Структура
По данным переписи 2002 года национальный состав следующий: русские — 96 %. По данным переписи 2010 года в посёлке было: мужчин — 278, женщин — 320.

## Богоявленская церковь
29 июня 1880 года освящена каменная, однопрестольная церковь в честь Богоявления Господня. Церковь закрыта в 1960 году, полуразрушена, но восстанавливается. В 1999 году воссоздан приход во имя Преображения Господня.

## Инфраструктура
В 1900 году в земском женском начальном училище на средства Ф. Ф. Павленкова (1839—1900) была открыта народная библиотека, которая в июне 1998 года пополнила свой библиотечный фонд, получив в дар более 2 тысяч книг.
Кроме библиотеки в посёлке есть клуб, школа, детский сад, фельдшерско-акушерский пункт и почта.